# Rosa nipponensis
Rosa nipponensis — вид рослин з родини трояндових (Rosaceae). 2n=14. Іноді розглядається як раса Rosa acicularis.

## Поширення
Ендемік Японії — Хонсю, Сікоку.